# Sárfimizdó
Sárfimizdó község Vas vármegyében, a Vasvári járásban.

## Fekvése
Vas vármegye déli részén fekszik, a településen a Gersekarát-Halastó közti 7444-es út húzódik végig.

## Története
Első ismert okleveles említése 1264-ből származik. Nevét onnan kapta, hogy a Sárvíz forrásainál keletkezett falu eredeti lakói királyi mézadók voltak. A középkorban kisnemesek lakták.

## Közélete

### Polgármesterei
- 1990–1994: Kenesei László (független)[3]
- 1994–1998: Kenesei László (független)[4]
- 1998–2002: Bodnár Endréné (független)[5]
- 2002–2006: Bodnár Endréné (független)[6]
- 2006–2010: Bodnár Endre Istvánné (független)[7]
- 2010–2014: Tompa Péter (független)[8]
- 2014–2019: Tompa Péter (független)[9]
- 2019–2024: Tompa Péter (független)[10]
- 2024– : Tompa Péter (független)[1]

## Népesség
A település népességének változása:
| Lakosok száma | 83   | 81   | 78   | 71   | 87   | 88   | 85   |
|               | 2013 | 2014 | 2015 | 2021 | 2022 | 2023 | 2024 |

A 2011-es népszámlálás során a lakosok 97,7%-a magyarnak, 1,1% németnek mondta magát (1,1% nem nyilatkozott; a kettős identitások miatt a végösszeg nagyobb lehet 100%-nál). A vallási megoszlás a következő volt: római katolikus 89,8%, felekezet nélküli 5,7% (4,5% nem nyilatkozott).
2022-ben a lakosság 82,8%-a vallotta magát magyarnak, 2,3% németnek, 1,1% bolgárnak, 1,1% egyéb, nem hazai nemzetiségűnek (17,2% nem nyilatkozott; a kettős identitások miatt a végösszeg nagyobb lehet 100%-nál). Vallásuk szerint 59,8% volt római katolikus, 5,7% felekezeten kívüli (34,5% nem válaszolt).

## Nevezetességei
- Katolikus temploma van.
- Határában víztározó épült.
- Szőlőhegye van.